# Dandy in the Underworld
Dandy in the Underworld es el decimotercero y último álbum de estudio de la banda británica de rock T. Rex, publicado en marzo de 1977 por el sello EMI Music. Es la última producción de la agrupación, ya que un par de meses después de su lanzamiento su líder Marc Bolan sufrió un accidente vehicular que le quitó la vida, solo dos semanas antes de cumplir los treinta años de edad.
En 1994 el sello Edsel Records lo remasterizó en disco compacto con cinco pistas adicionales, entre ellas la versión en sencillo de «Dandy in the Underworld» y una versión de «I Know Him Is to Love Him» de Teddy Bears titulada «I Know You Is to Love You».

## Recepción comercial
Dandy in the Underworld llegó hasta el lugar 26 en la lista UK Albums Chart del Reino Unido, la casilla más alta para una de sus producciones desde Zinc Alloy and the Hidden Riders of Tomorrow de 1974. Para promocionarlo se publicaron tres sencillos: «Laser Love» y «The Soul of My Suit», que consiguieron los puestos 41 y 42 respectivamente en el conteo UK Singles Chart. No obstante, el más exitoso fue «I Love to Boogie» que llegó hasta la posición 13 en la mencionada lista, permaneciendo en ella por nueve semanas. En 2019, el sencillo se certificó con disco de plata por el organismo británico British Phonographic Industry, luego de superar las doscientas mil copias vendidas.

## Lista de canciones
Todas las canciones escritas por Marc Bolan, a menos que se indique lo contrario.

| N.º | Título                    | Duración |  |
| 1.  | «Dandy in the Underworld» | 4:33     |  |
| 2.  | «Crimson Moon»            | 3:22     |  |
| 3.  | «Universe»                | 2:43     |  |
| 4.  | «I'm a Fool for you Girl» | 2:16     |  |
| 5.  | «I Love to Boogie»        | 2:14     |  |
| 6.  | «Visions of Domino»       | 2:23     |  |
| 7.  | «Jason B. Sad»            | 3:22     |  |
| 8.  | «Groove a Little»         | 3:24     |  |
| 9.  | «The Soul of My Suilt»    | 2:37     |  |
| 10. | «Hang Ups»                | 3:28     |  |
| 11. | «Pain and Love»           | 3:41     |  |
| 12. | «Teen Riot Structure»     | 3:33     |  |

| Pistas adicionales en remasterización CD de 1994 |                                              |               |          |  |
| N.º                                              | Título                                       | Escritor(es)  | Duración |  |
| 13.                                              | «I Know You Is to Love You»                  | Phill Spector | 2:43     |  |
| 14.                                              | «City Port»                                  |               | 2:41     |  |
| 15.                                              | «Dandy in the Underworld» (versión sencillo) |               | 3:41     |  |
| 16.                                              | «Tame My Tiger»                              |               | 2:30     |  |
| 17.                                              | «Celebrate Summer»                           |               | 2:36     |  |

## Músicos
- Marc Bolan: voz y guitarra eléctrica
- Dino Dines: teclados
- Herbie Flowers: bajo
- Gloria Jones: coros
- Tony Newman: batería